# Chiesa di San Bernardo (Vigevano)
La chiesa di San Bernardo è un edificio religioso sito a Vigevano, in provincia di Pavia e diocesi di Vigevano.

## Descrizione e storia
La prima chiesa intitolata al santo di Chiaravalle, risalente a data ignota, era esterna alle mura della città e fu abbattuta per volere di Ludovico il Moro nel 1498, per la costruzione di nuove fortificazioni. Qualche anno dopo, secondo Simone dal Pozzo, venne ricostruita nella locazione attuale. Fu ampliata una prima volta nel 1575 e poi nel 1672, adottando la sua nuova struttura. Nel 1576 venne costruito il coro.
Sempre nel 1672 venne costruito il basamento sopraelevato rispetto alla strada e inserito il patibolo per le pubbliche esecuzioni a lato; quest'ultimo verrà poi spostato alla scomparsa chiesa di Santa Giuliana.
È del 1908 la facciata, progettata da Galliani e dipinta da Francesco Mazzucchi nel 1960. L'altare invece risale al Seicento ed è in marmo policromo. Nella cappella laterale di sinistra è infine possibile trovare un affresco rappresentante i Re Magi, l'unico in tutta la Diocesi.